# Im weißen Rößl

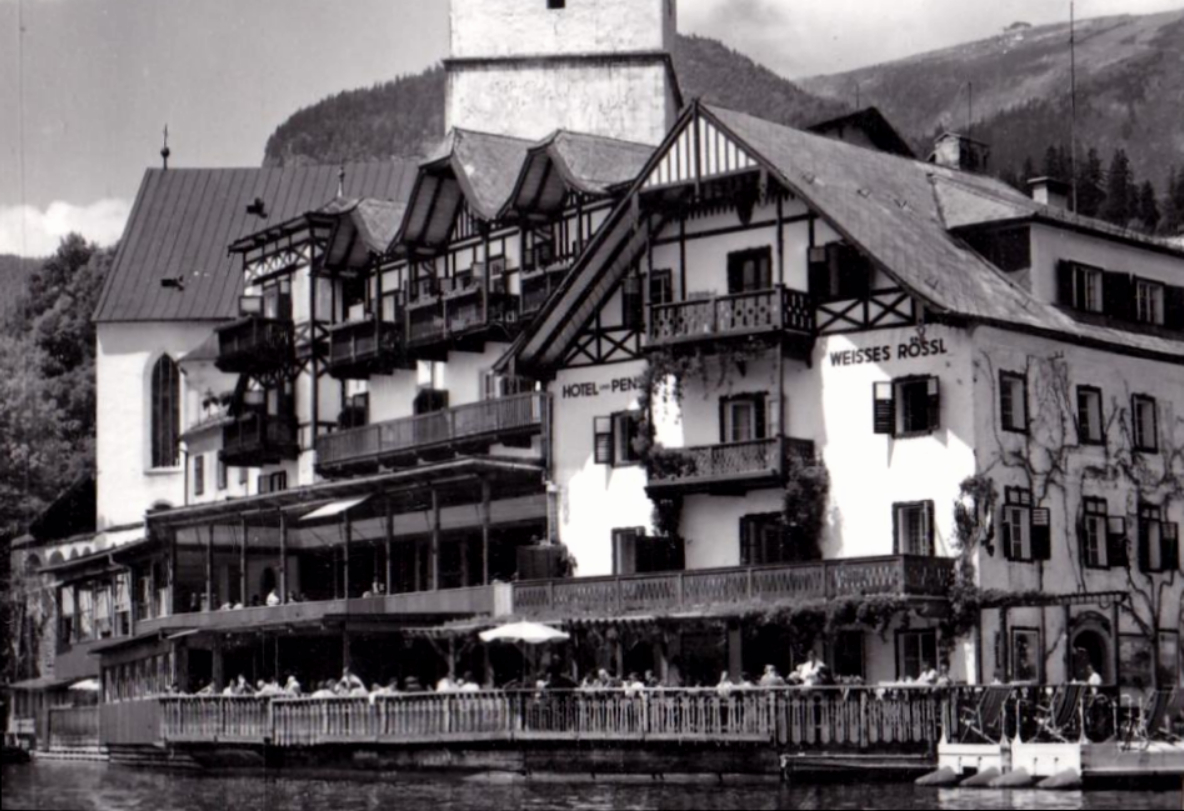
Das Weiße Rößl um 1955.

Im weißen Rößl ist ein Singspiel in drei Akten von Ralph Benatzky aus dem Jahr 1930. Ort der Handlung ist das Hotel Weißes Rössl in St. Wolfgang im Salzkammergut in Österreich. Das Libretto stammt vom Komponisten zusammen mit Hans Müller-Einigen und Erik Charell. Die Liedtexte stammen von Robert Gilbert, musikalische Einlagen von Bruno Granichstaedten, Robert Gilbert und Robert Stolz. Als Vorlage diente ein gleichnamiges Alt-Berliner Lustspiel von Oskar Blumenthal und Gustav Kadelburg, das die beiden Autoren 1896 während eines Aufenthaltes in der Villa Blumenthal in der Nähe von Bad Ischl schrieben.
Das Singspiel Im weißen Rößl wurde am 8. November 1930 im Großen Schauspielhaus in Berlin in der Inszenierung von Erik Charell mit Max Hansen als Leopold und Camilla Spira als Josepha uraufgeführt. Das Bühnenbild entwarf Ernst Stern.

## Handlung

### 1. Akt
Im Hotel Zum weißen Rößl ist Hochsaison. Das Personal ist überfordert, Zahlkellner Leopold beruhigt die unzufriedenen Gäste (Aber meine Herrschaften, nur hübsch gemütlich). Weniger Erfolg mit seinem Charme hat er bei seiner Chefin Josepha Vogelhuber, bei der er Annäherungsversuche macht (Es muß was Wunderbares sein, von dir geliebt zu werden). Diese jedoch weist ihn zurück: Sie ist verliebt in den Berliner Rechtsanwalt Dr. Otto Siedler, einen langjährigen Stammgast, der für den Nachmittag erwartet und dann herzlich von ihr begrüßt wird (Duett und Chor: Im weißen Rößl am Wolfgangsee, da steht das Glück vor der Tür). Sein Erscheinen wird auch von einem anderen Gast ungern gesehen: Der Fabrikant Wilhelm Giesecke, nur auf Drängen seiner Tochter Ottilie hier im Urlaub („Ahlbeck ist mir lieber!“) und von Josepha nur unzureichend für die Gegend begeistert (Im Salzkammergut, da ka’ mer gut lustig sein), hat gegen ihn und dessen Mandanten, seinen Erzkonkurrenten Sülzheimer, einen Prozess verloren. Töchterchen Ottilie hindert dies jedoch nicht, den Avancen Siedlers nachzugeben (Die ganze Welt ist himmelblau, wenn ich in deine Augen schau). Im strömenden Regen endet der erste Akt (Chor: Wenn es hier mal richtig regnet).

### 2. Akt
Leopold weigert sich, einen Blumenstrauß von Josepha auf das Zimmer Dr. Siedlers zu bringen, und gesteht ihr seine Liebe. Sie streiten sich, und Leopold wird gekündigt (Zuschau’n kann i net). Inzwischen ist auch der Sohn des Fabrikanten Sülzheimer eingetroffen, der sich im Zug dorthin in das lispelnde Klärchen verliebt hat (Was kann der Sigismund dafür, daß er so schön ist).
Da sich als Gast auch noch Kaiser Franz Joseph I. ankündigt, ist Josepha gezwungen, Leopold wieder einzustellen, um genug Personal zu haben. Als er jedoch den Kaiser begrüßen soll, kommt es fast zum Eklat: Josepha erscheint am Arm von Dr. Siedler, und der eifersüchtige Leopold gerät in Rage. Kaum ist der Kaiser im Hotel, bricht Leopold in Tränen aus.

### 3. Akt
Der Kaiser spricht mit Josepha. Er hat die Verwirrungen durchschaut und rät ihr, lieber mit dem Möglichen zufrieden zu sein, als nach Träumen zu streben (’s ist einmal im Leben so / allen geht es ebenso / was man möcht’ so gern / ist so fern). Josepha erkennt, dass Leopold sie aufrichtig liebt, und überreicht ihm unter dem Vorwand, ihn wegen des gestrigen Skandals erneut entlassen zu wollen, ein überraschendes Zeugnis: „Entlassen als Zahlkellner, aber engagiert auf Lebensdauer als Ehemann“.
Inzwischen hat Giesecke versucht, seine Tochter mit dem Sohn seines Konkurrenten zu verkuppeln, doch hat sie längst den Antrag von Doktor Siedler angenommen (Mein Liebeslied muß ein Walzer sein). Zudem hat Sigismund Sülzheimer auch um die Hand Klärchens angehalten. Der brummige Fabrikant muss dies nun akzeptieren, was ihm durch ein Angebot von Sülzheimer zur Beilegung des Streits versüßt wird. Im Freudengesang der drei glücklichen Paare (Laßt uns Champus trinken mit lächelndem Gesicht) endet die Operette.

## Geschichte
Das Stück war eine von Regisseur Erik Charell produzierte Revueoperette, mit der der Intendant des Großen Schauspielhauses in Berlin seine Serie von erfolgreichen Historischen Operetten fortsetzte (vorangegangen waren mit einem ähnlichen Produktionsteam Casanova, 1928 und Die drei Musketiere, 1929). Der Chefdramaturg der UFA, Hans Müller, wurde beauftragt, den alten Schwank von Blumenthal und Kadelburg aus dem Jahr 1898 zu einer Operette umzuformen.
Die wichtigste Neuerung Müllers war die Einführung des Kaisers im Finale des 2. Akts. Ralph Benatzky war wiederum mit der musikalischen Oberaufsicht beauftragt. Wie schon in den gemeinsamen Stücken zuvor sollte er eigene Musik mit „historischer“ Musik (österreichische Nationalhymne, Volkslieder usw.) kombinieren. In letzter Sekunde entschied sich Charell, Einzeltitel von anderen Schlagerkomponisten einzufügen (sehr zum Ärger Benatzkys). So kamen von Robert Stolz der Foxtrott Die ganze Welt ist himmelblau und der Walzer Mein Liebeslied muß ein Walzer sein in die Partitur (Stolz verkaufte das Copyright an diesen Nummern an Charell und klagte später vergeblich, um an den Tantiemen des „Rößls“ beteiligt zu werden). Neben etlichen weiteren Ergänzungen (u. a. wurde auch der Titel There’s Danger in Your Eyes, Cherie von Harry Richman, Jack Meskill und Pete Wendling aus dem MGM-Filmmusical Puttin' on the Ritz eingekauft, der zu Es ist doch nicht das letzte Mal, daß wir uns sehen umgetextet wurde) waren die prominentesten, in letzter Minute hinzugefügten Lieder Zuschaun kan i net von Bruno Granichstaedten und Was kann der Sigismund dafür, daß er so schön ist von Robert Gilbert. Entgegen anderweitiger vertraglicher Vereinbarung wurde Gilbert ebenfalls in letzter Sekunde damit beauftragt, anstelle von Benatzky alle Liedtexte neu zu verfassen. Aus Zeitmangel wurde Eduard Künneke beauftragt, die Instrumentation des Werks zu übernehmen und die Chöre zu schreiben. Sein Name wurde im Autorenverzeichnis nicht erwähnt und kam erst durch spätere Forschungen ans Tageslicht (vgl. Fritz Hennenbergs Benatzky-Biografie).
Die Besetzung der Uraufführung dominierten Film- und Kabarettstars wie Max Hansen, Siegfried Arno, Camilla Spira, Otto Wallburg und Paul Hörbiger. Der einzige Opernsänger im Ensemble 1930 war Walter Jankuhn als Dr. Siedler. Die Hauptschlager wurden damals von den Uraufführungssängern auf Schellack in Tanzband-Versionen eingespielt, sie liegen inzwischen auf CD vor (u. a. restauriert bei Duo-phon Records in einem eigenen „Rößl“-Album).
In den englischen und französischen Produktionen des Weißen Rößl finden sich noch zwei weitere Kompositionen von Robert Stolz: Adieu, mein kleiner Gardeoffizier (Good Bye) und Auch du wirst mich einmal betrügen (You Too). Sie dürfen laut Charells testamentarischer Verfügung nicht in Deutschland im „Rößl“ eingefügt werden; dies ist eine Folge der endlosen Rechtsstreitigkeiten zwischen Stolz und Charell nach dem Zweiten Weltkrieg, in denen Stolz immer wieder erfolglos versuchte, einen Anteil an den Tantiemen einzuklagen.
Von der Pariser Fassung 1932 wurden nahezu alle Titel mit der Erst- und Zweitbesetzung eingespielt. Sie liegen inzwischen ebenfalls auf CD vor.
Das Werk war im nationalsozialistischen Deutschland wegen seiner jüdischen Mitautoren verboten und wegen des despektierlichen Umgangs mit „Folklore“ als „entartet“ gebrandmarkt. Besonders auch die als skandalös empfundene Badeszene erregte den Ärger der Nationalsozialisten.
In London brachte es das Stück 1931 in einer Erik-Charell-Produktion auf 651 en suite gezeigte Vorstellungen (zweimal täglich). Die englische Fassung erstellte Harry Graham. Als Rößl-Wirtin brillierte die Berlinerin Lea Seidl, Leopold spielte der britische Komiker Clifford Mollison.
In New York wurde The White Horse Inn 1936, wiederum in einer musikalisch neu zusammengesetzten Charell-Produktion, 223-mal am Broadway im Center Theatre im Rockefeller Center gespielt, mit Kitty Carlisle als Hotelwirtin und William Gaxton als Oberkellner (zuvor in Cole Porters Anything Goes aufgetreten). Für die Übersetzung der Liedtexte war in New York Irving Caesar verantwortlich, bekannt durch Lieder wie Tea for Two und Just a Gigolo. Die Neuinstrumentierung stammte von Hans Spialek (der viele Gershwin- und Rodgers-und-Hart-Musicals orchestriert hatte). Ausschnitte dieser Broadway-Version wurden inzwischen vom Label Sepia Records auf CD veröffentlicht, mit den Sängern von 1936.
Über die Uraufführungsproduktion in Berlin 1930 schrieb Victor Wittner in der B.Z. am Mittag: „Die Landschaft von Wolfgang baut sich bis in die alpenglühenden Gipfel auf und geht rund ums Parkett, das zum Talkessel wird. Die Echtheit zu beglaubigen, rollte ein richtiger Omnibus auf die Bühne (allerdings viel zu pünktlich), der See ladet zum Bade, ein Wasserfall spult seinen silbernen Zwirn, ein richtiger Regen schnürlt vom Himmel, und Ziegen meckern dich an. Waschecht auch Schuhplattler, Jodlerinnen, Watschentänzer und die Kostüme, die Trachten sind. Ein Volk von Sennern, Hirten, Jägern, Schützenmädels, Feuerwehrleuten, Veteranen, Bauern, Wirtshausleuten koloriert das Milieu. Und das Lokalkolorit wird sozusagen synkopiert von der Internationalität der Girls und Boys, die beweisen sollen, daß auch St. Wolfgang nicht außer der Welt liegt. Ihre Tänze sind das fließende Band, das die Handlung aufrollt, heranträgt, in Takte und Akte teilt. […] In diesen Tänzen triumphiert nicht nur der Rhythmus der Beine, der Musik, sondern auch der Kostüme: Farben, Stoffe, Zusammenklang. Symphoniker ist hier Ernst Stern, Professor mit Recht. Wunderschön. Der Rhythmus, die Zweiteilung setzt sich bis ins Orchester fort, dessen Linke Jazz, dessen radikale Rechte Zither und Laute sind, Heimwehlaute unter Steirerhut und Hahnenschwanz.“

### Wiederentdeckung der Uraufführungsfassung
Auch durch den von Ulrich Tadday herausgegebenen Aufsatzband (siehe Literatur) wurde bei vielen Theatern das Interesse an der Ur-Fassung des Rößl geweckt, so dass seit 2006 eine verstärkte Suche nach dem originalen Orchestermaterial begann, parallel zu Versuchen, eine Neuinstrumentierung im Stil von 1930 zu erstellen. Anfang 2009 wurden verschiedene Personen überraschend in Zagreb fündig, wo das vollständige historische Orchestermaterial auftauchte, das mit dem Klavierauszug von 1930 eins zu eins übereinstimmt, die vollständigen Tanzevolutionen (die im Klavierauszug teils nur verkürzt enthalten sind) und auch die Stimmen für die Bühnenmusik (Jazzband, Zithertrio, Dampfer- und Feuerwehrkapelle) enthält.
Das den besonderen Gegebenheiten des Berliner Großen Schauspielhauses angepasste und für großes Orchester gedachte Originalmaterial von Eduard Künneke (inklusive Kuh- und Kirchglocken, Zither-Gruppe, Jazz-Combo etc.) wurde von Matthias Grimminger und Henning Hagedorn im Auftrag der Staatsoperette Dresden mit Zustimmung des Verlags Felix Bloch Erben „bühnentechnisch eingerichtet“, d. h., es wurde eine reduzierte Version erstellt („unter weitgehender Wahrung des Originalklangbilds“), die am 19. Juni 2009 an der Staatsoperette Dresden ihre Uraufführung erlebte (Inszenierung und Choreographie: Winfried Schneider, musikalische Leitung Christian Garbosnik) und anschließend vom Verlag als Material für Produktionen an anderen Häusern zugänglich gemacht wurde.
Nachdem die Staatsoperette Dresden 2016 ihre neue Spielstätte im Kraftwerk Mitte bezogen hatte, wurde diese zwischenzeitlich abgesetzte Fassung mit einer neuen, an die erweiterten Möglichkeiten der Spielstätte angepassten Choreographie von Winfried Schneider wieder aufgenommen. Die „Wiederaufnahme-Premiere“ in neuer Besetzung fand am 11. März 2017 statt. Ehrengast war die fast 90-jährige Waltraut Haas, die in der Verfilmung von 1960 mit Peter Alexander die Rösslwirtin gespielt hatte.

### Unterschiede der Fassungen
Das wiedergefundene Rößl ist greller und jazziger als das bis heute gespielte 1950er-Jahre-Arrangement. Selbst die historischen Aufnahmen einzelner Musiknummern konnten nur eine ungefähre Vorstellung davon vermitteln. Das Original ist gekennzeichnet durch eine Dramaturgie der Abwechslung, überraschende Modulationen und abrupte Stilwechsel. Stilistisch reicht die Urfassung von der Wiener Klassik über das Wienerlied mit Zithertrio und Volksmusik-Anklänge bis hin zur Unterhaltungsmusik der Entstehungszeit, wobei mit einer Jazzband im Orchester deutliche Akzente gesetzt werden. In dieser Urform besitzt das Weiße Rößl eine hörbare Nachbarschaft zur zwei Jahre zuvor uraufgeführten Dreigroschenoper-Musik Kurt Weills, ebenso wie eine Nähe zum gerade entstehenden Tonfilmschlager und den großen Berlin-Revuen der 1920er-Jahre.
Das Rößl von 1930 enthält zusätzliche Musiknummern und zeichnet sich musikalisch durch seine ausgedehnten Tanzsequenzen aus; damalige Modetänze wie Foxtrott, Slowfox und Schimmy wechseln mit Walzer und Marsch, Spitzenballett mit Jazztanz. Die Dialogfassung ist pointierter und bissiger. Insgesamt ist die Haltung des Ur-Rößl satirischer als in der Nachkriegsfassung, die das Stück auf Heimatseligkeit verharmloste. So ist diese Ur-Fassung ein temporeiches, tänzerisches und vergnügliches Beispiel des legendären Unterhaltungstheaters der Weimarer Republik, von den Revuebildern der Wilden Zwanziger bis hin zur augenzwinkernden sprachlichen und musikalischen Konfrontation der österreichischen Alpen- mit der Berliner Geschäftswelt.

## Bekannte Musiknummern
- Im weißen Rößl am Wolfgangsee (Ralph Benatzky)
- Was kann der Sigismund dafür, daß er so schön ist? (Robert Gilbert)
- Im Salzkammergut, da kann man gut lustig sein (Ralph Benatzky)
- Es muß was Wunderbares sein (Ralph Benatzky)
- Mein Liebeslied muß ein Walzer sein (Robert Stolz)
- Die ganze Welt ist himmelblau (Robert Stolz)
- ’s ist einmal im Leben so (Ralph Benatzky)
- Zuschau’n kann i net (Bruno Granichstaedten)
- Und als der Herrgott Mai gemacht (Ralph Benatzky)

## Verfilmungen
- 1926: Im weißen Rößl, Regie: Richard Oswald, mit Liane Haid als Josepha Voglhuber, Max Hansen als Oberkellner Leopold. Es handelt sich hier um einen Stummfilm, also um die Verfilmung des Lustspieles von Blumenthal, nicht um die des Singspieles.[4]
- 1935: Regie: Carl Lamac, mit Christl Mardayn als Josepha und Hermann Thimig als Leopold. Theo Lingen spielte den Kommerzienrat Fürst, eine Art Kaiser-Ersatzfigur.[5]
- 1952: Im weißen Rößl, Regie: Willi Forst, mit Johanna Matz als Josepha, Johannes Heesters als Dr. Siedler, Walter Müller als Leopold und Ingrid Pan als Klärchen Hinzelmann.
- 1960: Im weißen Rößl. Diese Version (mit Peter Alexander, Gunther Philipp und Waltraut Haas) stützte sich auf die Operette, nahm aber zahlreiche Veränderungen vor. So wurde die Handlung in die 1960er Jahre versetzt, was es ermöglichte, dass Sülzheimer in einem Hubschrauber vor dem Weißen Rößl eintrifft. Ottilie Giesecke wurde in „Brigitte“ umbenannt. Die Musik schließlich wurde von Heinz Gietz in modernere, mit Swing- und Schlager-Elementen angereicherte Arrangements gefasst. Der Auftritt von Kaiser Franz Joseph musste dabei natürlich entfallen, als Reminiszenz kommt aber zu Beginn des Films der Dampfer „Kaiser Franz Joseph I.“
- 1964: Dänische Version: Sommer i Tyrol Regie: Erik Balling, mit Dirch Passer als Leopold, Susse Wold als Josefa, Ove Sprogøe als Sigismund, Lone Hertz als Clara, Peter Malberg als Kaiser.[6]
- 1967: Regie: Hans-Dieter Schwarze, mit Johanna Matz als Josepha Vogelhuber, Peter Weck als Leopold Brandmeyer, Fritz Benscher als Wilhelm Giesecke, Violetta Ferrari als Ottilie, seine Tochter, Erik Schumann als Dr. Otto Siedler – Rechtsanwalt, Karl Lieffen als Sigismund Sülzheimer, Hans Epskamp als Professor Dr. Hinzelmann, Helga Anders als Klärchen – seine Tochter und Erik Frey als Kaiser Franz Joseph I. Hierbei handelt es sich um eine deutsche Fernsehproduktion, die in schwarzweiß hergestellt wurde und durchweg mit damals sehr populären Schauspielern besetzt war.[7]
- 1979: Regie: Eberhard Hauff, mit Margot Werner als Josepha Vogelhuber, Helmut Lohner als Leopold, Heinz Zuber als Sigismund und Erik Frey als Kaiser Franz Joseph. Eine Fernseh-Verfilmung des Bayerischen Rundfunks, welche versucht alle Operettenklischees zu vermeiden. Gedreht in St. Gilgen-Lueg am Wolfgangsee.
- 2013: Im weißen Rössl – Wehe Du singst! Regie: Christian Theede, mit Diana Amft, Tobias Licht, Fritz Karl, Edita Malovcic, Gregor Bloéb, Armin Rohde. Kinostart in Deutschland 7. November 2013.

Das 1943 uraufgeführte deutsche Filmlustspiel Die Wirtin zum Weißen Rößl (Regie: Karl Anton) ist keine Adaption des Stoffes, sondern erzählt die Geschichte einer Schauspielerin, die in einer Verfilmung des Singspieles die Hauptrolle übernehmen soll.

## Aufzeichnungen von Theateraufführungen
- 1994: Im weißen Rößl am Wolfgangsee, Regie: Ursli Pfister, mit Andreja Schneider (Josepha), Toni Pfister (Leopold), Max Raabe (Dr. Siedler), Otto Sander (Professor Hinzelmann), Ursli Pfister (Sigismund Sülzheimer), Meret Becker (Klärchen), Lilian Naef (Ottilie), Gerd Wameling (Giesecke), Andreas Guglielmetti (Piccolo), Monika Hansen (Kathi, die Briefträgerin), Walter Schmidinger (Kaiser Franz Joseph), Live-Aufzeichnung aus der Bar jeder Vernunft in Berlin[8][9], auf DVD veröffentlicht, und bis zur Einstellung des ZDF Theaterkanals an jedem Silvesterabend in diesem Programm ausgestrahlt. „Der deutschen Operette hat ein neuer Tag geklungen!“ (Der Spiegel)
- 2008: Regie: Karl Absenger, mit Zabine Kapfinger (Josepha), Rainhard Fendrich (Leopold), Marco Jentzsch (Dr. Siedler), Klaus-Dieter Lerche (Giesecke), Klaus Eberhartinger (Sigismund), Harald Serafin (Kaiser), Live-Aufzeichnung des ORF von der Premiere der Seefestspiele Mörbisch, musikalische Leitung: Rudolf Bibl.
- 2021 „L’Auberge du Cheval blanc“ de Ralph Benatzky A l’Opéra de Lausanne Musikalische Leitung Jean-Yves Ossonce, Regie Gilles Rico, auf arte.